# Blommersia
Mantidactylus là một chi động vật lưỡng cư trong họ Mantellidae, thuộc bộ Anura. Chi này có 6 loài và không bị đe dọa tuyệt chủng.

## Danh sách loài
- Blommersia angolafa Andreone, Rosa, Noël, Crottini, Vences & Raxworthy, 2010
- Blommersia blommersae (Guibé, 1975)
- Blommersia dejongi Vences, Köhler, Pabjian & Glaw, 2010
- Blommersia domerguei (Guibé, 1974)
- Blommersia galani Vences, Köhler, Pabjian & Glaw, 2010
- Blommersia grandisonae (Guibé, 1974)
- Blommersia kely (Glaw & Vences, 1994)
- Blommersia sarotra (Glaw & Vences, 2002)
- Blommersia variabilis Pabijan, Gehring, Köhler, Glaw & Vences, 2011
- Blommersia wittei (Guibé, 1974)

## Hình ảnh

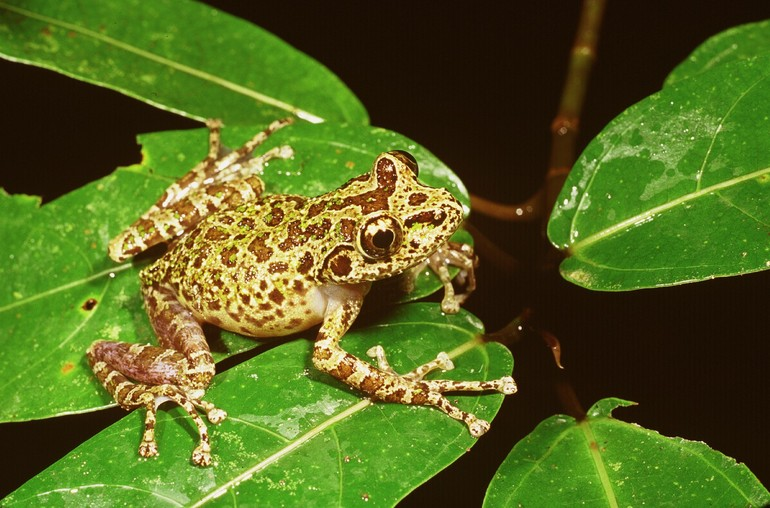
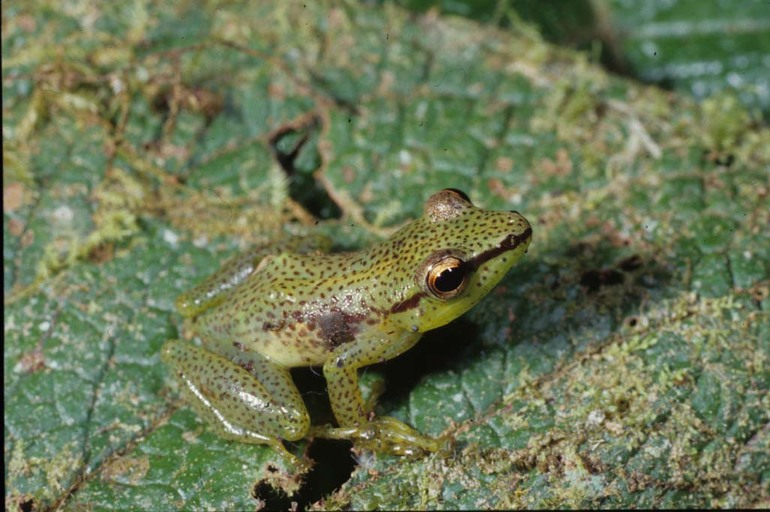
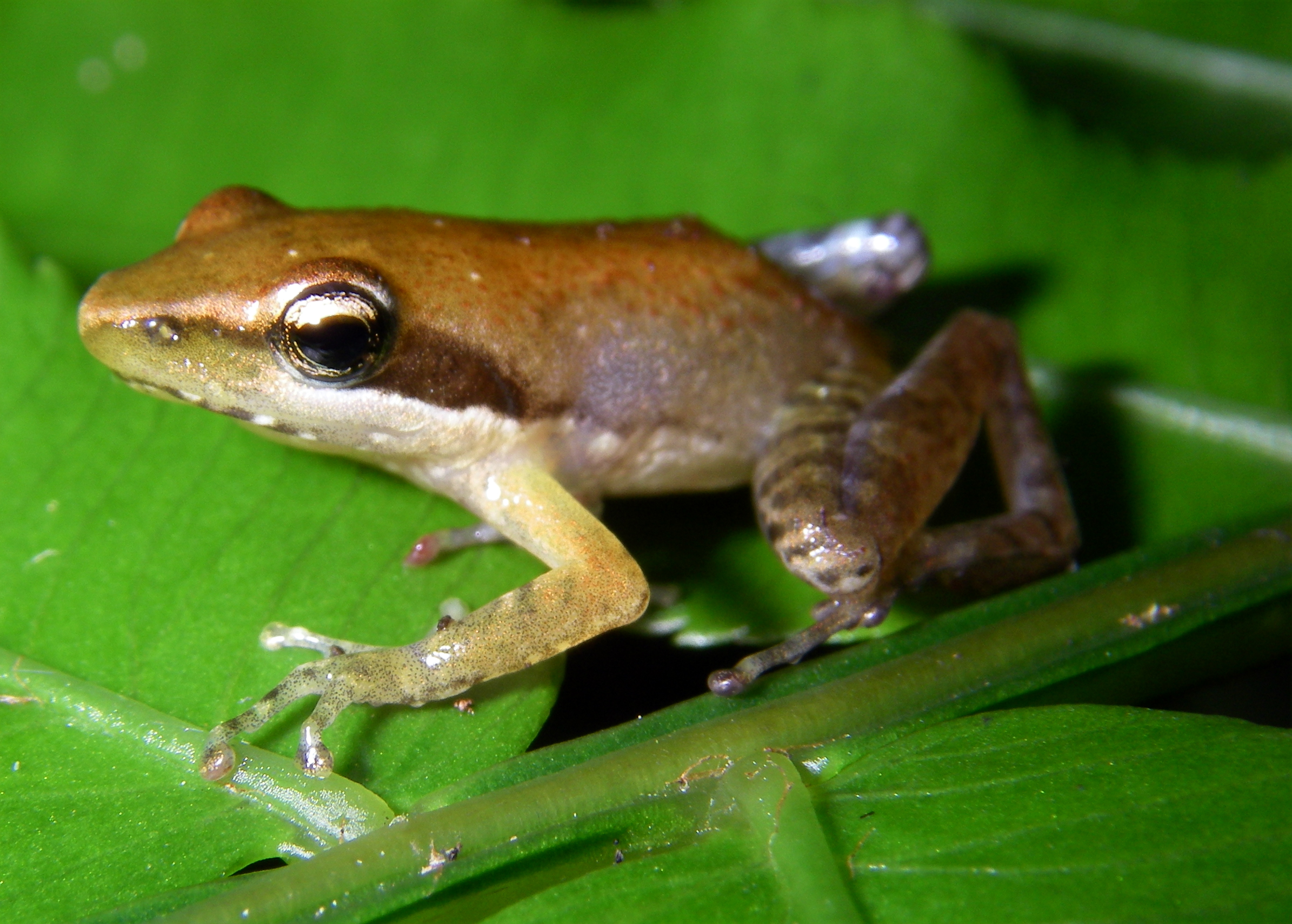
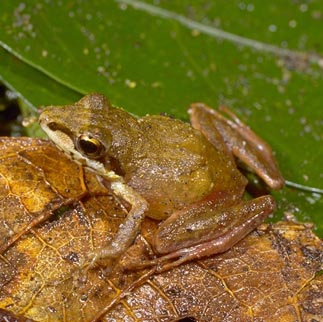